# Cultura FM (São Paulo)
Cultura FM é uma emissora de rádio brasileira sediada em São Paulo, capital do estado brasileiro homônimo. Opera no dial FM, na frequência 103,3 MHz. Gerida pela Fundação Padre Anchieta, órgão do Governo do Estado de São Paulo responsável pelas emissoras de rádio e TV educativas do estado, e é especializada em música clássica, erudita e jazz. Seus estúdios ficam localizados no bairro da Lapa de Baixo, junto aos outros meios de comunicação da FPA, e sua antena de transmissão, a Torre Cultura, está no bairro do Sumaré. 

## A emissora
A Cultura FM entrou no ar em 1971 na frequência de 88,9 MHz retransmitindo a programação da Rádio Cultura AM. Em 11 de julho de 1977, a emissora iniciou a transmissão segmentada de música erudita.
Em 1983, mudou sua frequência para 103,3 MHz, onde permanece até hoje. 
Possui programação ancorada por críticos especializados em Mozart, Beethoven, Tchaikovsky, Bach, Bizet, Verdi, entre outros grandes compositores.
Maestros famosos também participam da programação frequentemente, como Júlio Medaglia. Sucessos das grandes Orquestras Sinfônicas, além de óperas, são tocados diariamente. Obras de grandes tenores, como Placido Domingo, José Carreras e Luciano Pavarotti são sempre exibidas e compositores como Alban Berg, Sergei Prokofiev e Camargo Guarnieri ganham espaço na emissora.
Entre os apresentadores estão Arrigo Barnabé, João Carlos Martins e Hélio Vaccari.
Entre os programas de maior sucesso na rádio estão Encontro com o Maestro com João Maurício Galindo, O que há de novo? com João Marcos Coelho, dentre outros. A emissora também tem um programa sobre jazz transmitido diariamente à meia-noite, o  Cultura Jazz produzido pelo professor e radialista Vilmar Bittencourt e apresentado por Madeleine Alves.
Em 2022, a emissora completou 45 anos com uma programação especial transmitida durante todo o ano. 

## Programas e comunicadores
- A Grande Orquestra do Mundo
- Alma Brasileira (Marcelo Bratke)
- Concerto do Meio-Dia (Fernando Uzeda)
- Concertos Internacionais
- Concertos OSESP
- Conexão Europa (Hélio Vaccari)
- Contrastes (Emmanuele Baldini)
- Cultura Jazz (Madeleine Alves)
- Cultura Madrugada
- De Volta pra Casa (Gilson Monteiro; em cadeia com Rádio Cultura Brasil)
- Desperte com os Clássicos (Fernando Uzeda)
- Divirta-se com os Clássicos
- Empório Musical (Irineu Franco Perpétuo)
- Encontro com o Maestro (João Maurício Galindo)
- Estação Cultura (Teca Lima; em cadeia com Rádio Cultura Brasil)
- Fim de Tarde (Júlio Medaglia)
- Jornal da Cultura (Ana Paula Couto e Karyn Bravo; em cadeia com TV Cultura)
- Laudate Dominum (Amaral Vieira)
- Melhor da Vida (Karyn Bravo)
- Metropolitan Opera House (Chico Carvalho)
- O Barroco Contínuo (Ligiana Costa)
- O Prazer da Música (Marcelo Jaffé)
- O Que Há de Novo? (João Marcos Coelho)
- Oito Em Ponto (Sergei Cobra; em cadeia com Rádio Cultura Brasil)
- Pergunte ao Maestro (João Maurício Galindo)
- Piano que Toca (Antonio Vaz Lemes)
- Pra Gostar de Ouvir (Branco Bernardes)
- Programa João Carlos Martins
- Programação de Piano (Alfredo Alves)
- Seleção Musical (Fernando Uzeda)
- Seleção do Ouvinte  (Alfredo Alves)
- Solano Ribeiro e a Nova Música do Brasil
- Super 8 (Alexandre Ingrevallo)
- Supertônica (Arrigo Barnabé)
- Tarde Cultura (Alfredo Alves)
- Toque de Cordas (Fernando Uzeda)
- Vanguarda e Tradição (Camila Frésca)